# Loc-Eguiner
Loc-Eguiner [lɔk eɡinɛʁ] (bretonisch Logeginer-Plouziri) ist eine französische Gemeinde mit 378 Einwohnern (Stand 1. Januar 2022) im Westen der Bretagne im Département Finistère. Sie gehört zum Gemeindeverband Communauté de communes du Pays de Landivisiau.

## Lage
Der Ort befindet sich rund 25 Kilometer südlich der Atlantikküste am Eingang des Ärmelkanals. Die Groß- und Hafenstadt Brest liegt 30 Kilometer westlich und Paris etwa 460 Kilometer östlich (Angaben in Luftlinie).

## Verkehr
Durch den Ort verläuft die Departementsstraße D 35. Nächste Hauptverkehrsstraße ist die autobahnähnlich ausgebaute Nationalstraße N 12 als Abschnitt der Europastraße 50 mit Anschlussstellen bei Landivisiau (Richtung Morlaix) und Landerneau (Richtung Brest). Bei Daoulas existiert eine Anschlussstelle der N 165 (Europastraße 60, Richtung Nantes).
Der Bahnhof Brest ist Endpunkt der Bahnstrecke Paris–Brest, er wird von Hochgeschwindigkeitszügen des  TGV Atlantique von und nach Paris bedient. In Landerneau halten Regionalzüge des TER Bretagne (Richtungen Brest, Morlaix/Rennes und Quimper/Nantes).
In Guipavas nahe der Stadt Brest befindet sich der Regionalflughafen Aéroport de Brest Bretagne.

## Bevölkerungsentwicklung
| Jahr                       | 1962 | 1968 | 1975 | 1982 | 1990 | 1999 | 2006 | 2018 | 2020 |
| Einwohner                  | 388  | 357  | 316  | 296  | 280  | 290  | 306  | 404  | 396  |
| Quellen: Cassini und INSEE |      |      |      |      |      |      |      |      |      |

## Sehenswürdigkeiten
- Kirche Saint-Éguiner

Siehe auch: Liste der Monuments historiques in Loc-Eguiner